# Mistrovství světa v atletice 2009 – Muži skok o tyči
Disciplína Skok o tyči mužů na Mistrovství světa v atletice 2009 se uskutečnila na berlínském olympijském stadionu ve dnech 20. srpna a 22. srpna.

## Medailisté
| Zlato                | Stříbro              | Bronz                    |
| Steven Hooker 5,90 m | Romain Mesnil 5,85 m | Renaud Lavillenie 5,80 m |

## Kvalifikace
Startovní listina před kvalifikací čítala dohromady pětatřicet tyčkařů z celého světa. Nechyběl ani olympijský vítěz z Pekingu, Australan Steven Hooker, který si však v tréninku natáhl přitahovač na pravé noze a absolvoval jen jeden pokus. Po úspěšném zdolání výšky 565 cm však odkulhal a nad jeho startem ve finále visel otazník. Český reprezentant Jan Kudlička překonal jen svoji základní výšku. Na 555 cm třikrát neuspěl a celkově se podělil o 23. místo.
Základní výška byla nastavena na stojanech na 525 cm, následovalo 540, 555, 565, 570 a 575 cm.
Žádný z tyčkařů však nakonec nemusel překonávat ani 570 cm. K postupu stačilo zdolat i 555 cm napoprvé bez oprav na nižších výškách. Ve finále se nakonec předvedla patnáctka nejlepších.
Do kvalifikace nenastoupil kvůli zranění pánve obhájce titulu z Ósaky, Američan Brad Walker.

## Výsledky kvalifikace

### Skupina A
| Umístění | Jméno                  | Národnost          | 5,25 | 5,40 | 5,55 | 5,65 | Výkon       |
| -------- | ---------------------- | ------------------ | ---- | ---- | ---- | ---- | ----------- |
| 1.       | Steven Hooker          | Austrálie          | -    | -    | -    | O    | 5,65 m q    |
| 2.       | Romain Mesnil          | Francie            | -    | -    | XO   | O    | 5,65 m q    |
| 2.       | Maksym Mazuryk         | Ukrajina           | -    | O    | XO   | O    | 5,65 m q    |
| 4.       | Damiel Dossévi         | Francie            | -    | O    | O    | XO   | 5,65 m q    |
| 5.       | Giuseppe Gibilisco     | Itálie             | -    | O    | O    | XXO  | 5,65 m q    |
| 6.       | Malte Mohr             | Německo            | -    | -    | XO   | XXO  | 5,65 m q    |
| 6.       | Alexandr Gripič        | Rusko              | O    | O    | XO   | XXO  | 5,65 m q    |
| 8.       | Derek Miles            | USA                | -    | -    | O    | XXX  | 5,55 m q    |
| 9.       | Jeremy Scott           | USA                | -    | O    | XO   | XXX  | 5,55 m      |
| 10.      | Konstadínos Filippídis | Řecko              | O    | O    | XXO  | XXX  | 5,55 m      |
| 11.      | Yoo Suk Kim            | Jižní Korea        | XO   | O    | XXO  | XXX  | 5,55 m (SB) |
| 11.      | Igor Pavlov            | Rusko              | -    | XO   | XXO  | XXX  | 5,55 m      |
| 13.      | Spas Buchalov          | Bulharsko          | -    | XO   | -    | XXX  | 5,40 m      |
| 13.      | Jan Kudlička           | Česko              | -    | XO   | XXX  |      | 5,40 m      |
| 13.      | Luke Cutts             | Spojené království | -    | XO   | XXX  |      | 5,40 m      |
| 16.      | Javgenij Olhovsky      | Izrael             | XO   | XO   | XXX  |      | 5,40 m      |
| 17.      | Takafumi Suzuki        | Japonsko           | XO   | XXX  |      |      | 5,25 m      |
|          | Jesper Fritz           | Švédsko            | -    | X    |      |      | NM          |

### Skupina B
| Umístění | Jméno                | Národnost          | 5,25 | 5,40 | 5,55 | 5,65 | Výkon         |
| -------- | -------------------- | ------------------ | ---- | ---- | ---- | ---- | ------------- |
| 1.       | Renaud Lavillenie    | Francie            | -    | O    | O    | O    | 5,65 m q      |
| 1.       | Alexander Straub     | Německo            | -    | -    | O    | O    | 5,65 m q      |
| 3.       | Steven Lewis         | Spojené království | -    | O    | XO   | XXO  | 5,65 m q      |
| 4.       | Alhaji Jeng          | Švédsko            | -    | XO   | XXO  | XXO  | 5,65 m q (SB) |
| 5.       | Kevin Rans           | Belgie             | -    | O    | O    | XXX  | 5,55 m q      |
| 5.       | Daiči Sawano         | Japonsko           | -    | -    | O    | XXX  | 5,55 m q      |
| 5.       | Viktor Čisťakov      | Rusko              | -    | -    | O    | XXX  | 5,55 m q      |
| 8.       | Björn Otto           | Německo            | -    | XO   | XXO  | XXX  | 5,55 m        |
| 9.       | Leonid Andrejev      | Uzbekistán         | XXO  | O    | XXO  | XXX  | 5,55 m        |
| 10.      | Eemeli Salomäki      | Finsko             | O    | O    | XXX  |      | 5,40 m        |
| 10.      | Lukasz Michalski     | Polsko             | -    | O    | XXX  |      | 5,40 m        |
| 12.      | Toby Stevenson       | USA                | -    | XO   | XXX  |      | 5,40 m        |
| 13.      | Jurij Rovan          | Slovinsko          | XO   | XO   | XXX  |      | 5,40 m        |
| 14.      | Denis Fedas          | Ukrajina           | O    | XXX  |      |      | 5,25 m        |
|          | Fábio Gomes da Silva | Brazílie           | -    | XXX  |      |      | NM            |
|          | Oleksandr Korčmid    | Ukrajina           | -    | XXX  |      |      | NM            |
|          | Brad Walker          | USA                |      |      |      |      | DNS           |

## Finále
Finálový závod se rozběhl v sobotu 22. srpna od 18:15. Medaile si nakonec rozdělili nejlepší tyčkaři dosavadní sezóny. Francouz Renaud Lavillenie, který 21. června 2009 skočil v portugalské Leirii 601 cm však bral "jen" bronz. Předčil ho jeho reprezentační kolega Romain Mesnil, který překonal 585 cm napoprvé a získal stříbro. Mistrem světa se stal totiž Australan Steven Hooker, který nastoupil do finále se zraněním pravého stehna a třísla. K zisku zlaté medaile mu stačilo absolvovat jen dva pokusy.

## Finálové výsledky
| Umístění         | Jméno              | Národnost          | 5,50 | 5,65 | 5,75 | 5,80 | 5,85 | 5,90 | 5,95 | Výkon       |
| ---------------- | ------------------ | ------------------ | ---- | ---- | ---- | ---- | ---- | ---- | ---- | ----------- |
| Zlatá medaile    | Steven Hooker      | Austrálie          | -    | -    | -    | -    | X-   | O    | -    | 5,90 m      |
| Stříbrná medaile | Romain Mesnil      | Francie            | O    | O    | X-   | O    | O    | X-   | XX   | 5,85 m (SB) |
| Bronzová medaile | Renaud Lavillenie  | Francie            | O    | O    | XXO  | O    | X-   | X-   | X    | 5,80 m      |
| 4.               | Maksym Mazuryk     | Ukrajina           | O    | XO   | O    | X-   | XX   |      |      | 5,75 m      |
| 5.               | Aleksandr Gripich  | Rusko              | O    | XXO  | O    | XXX  |      |      |      | 5,75 m (PB) |
| 6.               | Damiel Dossévi     | Francie            | O    | O    | XO   | XXX  |      |      |      | 5,75 m (PB) |
| 7.               | Steven Lewis       | Spojené království | XO   | XO   | XXX  |      |      |      |      | 5,65 m      |
| 7.               | Alexander Straub   | Německo            | XO   | XO   | XXX  |      |      |      |      | 5,65 m      |
| 7.               | Giuseppe Gibilisco | Itálie             | XO   | XO   | XX-  | X    |      |      |      | 5,65 m      |
| 10.              | Daiči Sawano       | Japonsko           | O    | XXX  |      |      |      |      |      | 5,50 m      |
| 10.              | Viktor Čisťakov    | Rusko              | O    | XXX  |      |      |      |      |      | 5,50 m      |
| 12.              | Kevin Rans         | Belgie             | XO   | XXX  |      |      |      |      |      | 5,50 m      |
| 12.              | Alhaji Jeng        | Švédsko            | XO   | XXX  |      |      |      |      |      | 5,50 m      |
| 14.              | Malte Mohr         | Německo            | XXO  | XXX  |      |      |      |      |      | 5,50 m      |
|                  | Derek Miles        | USA                | XXX  |      |      |      |      |      |      | NM          |